# アークミニット・マイクロケルビン・イメージャー
アークミニット・マイクロケルビン・イメージャー（英: Arcminute Microkelvin Imager ； AMI）は、英国ケンブリッジのマラード電波天文台に設置されている電波望遠鏡（電波干渉計）である。これは Small Array と Large Array という、どちらも 12-18 GHz で運用する干渉計アレイで構成されており、宇宙マイクロ波背景放射の異方性を Very Small Array よりも高い分解能で画像化することを主目的として設計されている。短い基線の Small Array は、10基の 3.7 m パラボラアンテナで構成され、一方、長い基線の Large Array は、8基の 13 m アンテナで構成されている。2基のアレイは、基本的には、同一性能の受信機と、バックエンドの（最終処理用の）電子機器を持つ。
このプロジェクトの主な目的は、スニヤエフ・ゼルドビッチ効果 (銀河団内の熱いガスによる CMB の散乱)を通しての銀河団のサーベイを実施することである。AMI は、さらに CMB の本来のパワースペクトルを非常に高い分解能で観測することを期待されている。